# セニョール小林
セニョール小林（セニョール こばやし、本名・小林努）は、テレビディレクター・劇団主宰者。多摩芸術学園映画学科（現：多摩美術大学）卒。
かつてテレビ山口 (tys) で放送されていたバラエティ番組「かっぱちTVサタスパ!」でレポートを行う。
1994年（平成6年）に旗揚げした、山口市を中心に活動する劇団★夜の子供計画の代表。
テレビ山口 の「やまぐち情報ワイド やるっチャ!」カルチャーコーナー担当。

## 過去の出演番組・CM
いずれもテレビ山口で放送された番組・CM（特番、スペシャルを除く）。
- かっぱちTVサタスパ!
- 生活空間Do!
- JAバンク山口 (CM)
- トヨタカローラ山口 (CM)
- 正直やまぐち→みんなのよい食プロジェクト（ミニ番組、ナレーション・レポーター担当）
- モリぱち
- やるっちゃ!